# Victoria (Glasgow)
Victoria is een historisch motorfietsmerk.
De bedrijfsnaam was: Victoria Motor- & Cycle Co. Ltd., Glasgow
Dit Britse merk leverde vanaf 1902 modellen met 127- tot 346cc-Villiers-tweetaktmotoren en 246-tot 546cc-JAP- en Blackburne-viertakten. Er werd ook een 688cc-boxermotor gebruikt, maar deze kwam van Coventry Victor. In 1914, toen de productie als gevolg van het uitbreken van de Eerste Wereldoorlog werd onderbroken, leverde het merk liefst negen modellen van 2½- tot 4¾ pk. Na de oorlog werd de productie hervat en Victoria bestond tot 1926.
Dit merk had geen enkele relatie met het Duitse Victoria in Neurenberg.